# Jorge Rueda
Jorge Rueda Muñoz (Almería, 1943 - Jorox, Málaga, 17 de noviembre de 2011) fue un fotógrafo español, considerado padre del surrealismo fotográfico.
Trabajó como redactor gráfico en la revista Triunfo y ocupó el cargo de Vocal de Ediciones en la Real Sociedad Fotográfica de Madrid. En 1971 fue uno de los fundadores de la revista Nueva Lente, siendo su director artístico desde mayo de 1975 a diciembre de 1979. También fue comisario en los Encuentros Internacionales de Fotografía de Arlés y dirigió en varias ocasiones los Encuentros Fotográficos en Andalucía (FOTOPLIN).
Sus ideas y trabajos se dieron a conocer a través de la revista Nueva Lente. Se puede considerar que sus fotografías mantienen una línea coherente en cuanto a insinuaciones de provocación permanente y a su poder de sugestión. Su obra se caracteriza por la técnica cuidada y el empleo de un universo con trazas surrealistas, aunque más ajustado al realismo fantástico, reflejando una subversión contra la rutina y el conformismo fotográfico en los últimos años.
Participó en exposiciones en Almería, Ámsterdam, Barcelona, Belgrado, Moscú, Bilbao, Bruselas, Essen, Estocolmo, Granada, Ginebra, Londres, Madrid, Marsella, Milán, Módena, Montpellier, Narbona, Nueva York, París, Roma, Sevilla, Tokio, Vilna y otros. 
También ocupó su tiempo en la docencia a través de talleres, cursos, y escritos o publicaciones a nivel nacional e internacional. 
Ordenó, que a su muerte, fueran quemados todos los archivos fotográficos de su propiedad, en cualquier soporte, "para que las alimañas carroñeras que me acosaron en vida no se aprovechen de mis despojos, tal y como tienen por costumbre".

## Libros
- Rueda, J. (1997). Mal de ojo. Murcia: Editorial Mestizo. ISBN 84-89356-12-2.
- Rueda, J. (2000). Desatinos. Málaga: Alternativa siglo 21. ISBN 84-89883-41-6.
- Varios autores (2007). Vidas privadas: colección Fundación Foto Colectania (en español/inglés). Madrid: Fundación Astroc. ISBN 978-84-6114-691-8.
- Rueda, J. (2007). Human. Barcelona: Lunwerg editores. ISBN 978-84-9785-410-8.